# Апостол Прохор
Апостол Прохор или Прохор ђакон је био један седам ђакона и један од седамдесет Христових апостола. Апостол Лука га спомиње у Делима апостолским (Дап 6,5). 
Био је ученик апостола Петра, и сапутник јеванђелисте Јована. 
Служио је као епископ града Никомидије у Витинији.
Православна црква га прославља 28. јула по јулијанском календару.